# Roger Mendy
Roger Mendy (Dakar, 8 febbraio 1960) è un allenatore di calcio ed ex calciatore senegalese, di ruolo difensore.
Dopo il ritiro è diventato allenatore di calcio giovanile a Montesilvano, dove si è stabilito al termine della carriera, per poi tornare a Dakar per allenare la squadra locale.

## Carriera

### Club
Dopo aver iniziato la carriera nello Jeanne d'Arc di Dakar, Mendy iniziò la sua esperienza europea in Francia nel 1984 su interessamento di un ex giocatore francese del Monaco e all'epoca dirigente del Tolone, Roland Courbis, che lo volle nella sua squadra avendolo visionato già alcuni anni prima in occasione di una tournée della squadra monegasca in Africa.
Dopo tre stagioni nel Tolone, nel 1989-1990 avviene il suo passaggio al Monaco che gli permise di esibirsi anche in Coppa Uefa ed in Coppa delle Coppe.
Risale al campionato 1992-1993 il suo arrivo in Italia nel Pescara che lo acquistò per un miliardo e 800 milioni con un ingaggio annuale di 350 milioni.
In maglia biancoazzurra disputò le ultime due stagioni della sua carriera per poi stabilirsi definitivamente nel capoluogo abruzzese. È stato il primo calciatore africano a segnare in Serie A.

### Nazionale
Conta 87 presenze e 4 reti con la nazionale maggiore senegalese, con la quale ha partecipato a tre edizioni della Coppa d'Africa (1986, 1990 e 1992).

## Statistiche

### Cronologia presenze e reti in nazionale
| Cronologia completa delle presenze e delle reti in nazionale ― Senegal | Cronologia completa delle presenze e delle reti in nazionale ― Senegal | Cronologia completa delle presenze e delle reti in nazionale ― Senegal | Cronologia completa delle presenze e delle reti in nazionale ― Senegal | Cronologia completa delle presenze e delle reti in nazionale ― Senegal | Cronologia completa delle presenze e delle reti in nazionale ― Senegal | Cronologia completa delle presenze e delle reti in nazionale ― Senegal | Cronologia completa delle presenze e delle reti in nazionale ― Senegal |
| Data                                                                   | Città                                                                  | In casa                                                                | Risultato                                                              | Ospiti                                                                 | Competizione                                                           | Reti                                                                   | Note                                                                   |
| ---------------------------------------------------------------------- | ---------------------------------------------------------------------- | ---------------------------------------------------------------------- | ---------------------------------------------------------------------- | ---------------------------------------------------------------------- | ---------------------------------------------------------------------- | ---------------------------------------------------------------------- | ---------------------------------------------------------------------- |
| 1-5-1980                                                               | Dakar                                                                  | Senegal                                                                | 1 – 0                                                                  | Guinea                                                                 | Amichevole                                                             | 1                                                                      |                                                                        |
| 22-6-1980                                                              | Dakar                                                                  | Senegal                                                                | 0 – 1                                                                  | Marocco                                                                | Qual. Mondiali 1982                                                    | -                                                                      |                                                                        |
| 6-7-1980                                                               | Casablanca                                                             | Marocco                                                                | 0 – 0                                                                  | Senegal                                                                | Qual. Mondiali 1982                                                    | -                                                                      |                                                                        |
| 9-11-1980                                                              | Dakar                                                                  | Senegal                                                                | 3 – 0                                                                  | Mauritania                                                             | Amichevole                                                             | -                                                                      |                                                                        |
| 17-11-1980                                                             | Dakar                                                                  | Senegal                                                                | 2 – 0                                                                  | Sierra Leone                                                           | Qual. Coppa d'Africa 1982                                              | -                                                                      |                                                                        |
| 30-11-1980                                                             | Freetown                                                               | Sierra Leone                                                           | 1 – 2                                                                  | Senegal                                                                | Qual. Coppa d'Africa 1982                                              | -                                                                      |                                                                        |
| 3-2-1981                                                               | Bamako                                                                 | Senegal                                                                | 1 – 0                                                                  | Capo Verde                                                             | Coppa Amílcar Cabral 1981 - 1º turno                                   | -                                                                      |                                                                        |
| 5-2-1981                                                               | Bamako                                                                 | Senegal                                                                | 1 – 0                                                                  | Guinea-Bissau                                                          | Coppa Amílcar Cabral 1981 - 1º turno                                   | -                                                                      |                                                                        |
| 10-2-1981                                                              | Bamako                                                                 | Guinea                                                                 | 1 – 0                                                                  | Senegal                                                                | Coppa Amílcar Cabral 1981 - Semifinale                                 | -                                                                      |                                                                        |
| 25-3-1981                                                              | Dakar                                                                  | Senegal                                                                | 0 – 1                                                                  | Guinea                                                                 | Amichevole                                                             | -                                                                      |                                                                        |
| 3-4-1981                                                               | Orano                                                                  | Algeria                                                                | 2 – 0                                                                  | Senegal                                                                | Amichevole                                                             | -                                                                      |                                                                        |
| 12-4-1981                                                              | Tunisi                                                                 | Tunisia                                                                | 1 – 0                                                                  | Senegal                                                                | Qual. Coppa d'Africa 1982                                              | -                                                                      |                                                                        |
| 26-4-1981                                                              | Dakar                                                                  | Senegal                                                                | 0 – 0                                                                  | Tunisia                                                                | Qual. Coppa d'Africa 1982                                              | -                                                                      |                                                                        |
| 1-11-1981                                                              | Dakar                                                                  | Senegal                                                                | 2 – 0                                                                  | Marocco                                                                | Amichevole                                                             | -                                                                      |                                                                        |
| 24-1-1982                                                              | Bobo-Dioulasso                                                         | Alto Volta                                                             | 0 – 0                                                                  | Senegal                                                                | Amichevole                                                             | -                                                                      |                                                                        |
| 31-1-1982                                                              | Dakar                                                                  | Senegal                                                                | 1 – 0                                                                  | Benin                                                                  | Amichevole                                                             | -                                                                      |                                                                        |
| 11-2-1982                                                              | Praia                                                                  | Senegal                                                                | 1 – 1                                                                  | Guinea                                                                 | Coppa Amílcar Cabral 1982 - 1º turno                                   | -                                                                      |                                                                        |
| 13-2-1982                                                              | Praia                                                                  | Senegal                                                                | 1 – 0                                                                  | Guinea-Bissau                                                          | Coppa Amílcar Cabral 1982 - 1º turno                                   | -                                                                      |                                                                        |
| 15-2-1982                                                              | Praia                                                                  | Senegal                                                                | 2 – 0                                                                  | Sierra Leone                                                           | Coppa Amílcar Cabral 1982 - 1º turno                                   | -                                                                      |                                                                        |
| 17-2-1982                                                              | Praia                                                                  | Senegal                                                                | 1 – 0                                                                  | Mali                                                                   | Coppa Amílcar Cabral 1982 - Semifinale                                 | -                                                                      |                                                                        |
| 19-2-1982                                                              | Praia                                                                  | Guinea                                                                 | 3 – 0                                                                  | Senegal                                                                | Coppa Amílcar Cabral 1982 - Finale                                     | -                                                                      |                                                                        |
| 6-8-1982                                                               | Kuala Lumpur                                                           | Corea del Sud B                                                        | 0 – 2                                                                  | Senegal                                                                | Pestabola Merdeka 1982 - 1º turno                                      | 1                                                                      |                                                                        |
| 11-8-1982                                                              | Kuala Lumpur                                                           | Senegal                                                                | 2 – 2                                                                  | Indonesia                                                              | Pestabola Merdeka 1982 - 1º turno                                      | -                                                                      |                                                                        |
| 27-10-1982                                                             | Dakar                                                                  | Senegal                                                                | 1 – 2                                                                  | Togo                                                                   | Amichevole                                                             | -                                                                      |                                                                        |
| 14-11-1982                                                             | Niamey                                                                 | Niger                                                                  | 0 – 0                                                                  | Senegal                                                                | Qual. Coppa d'Africa 1984                                              | -                                                                      |                                                                        |
| 28-11-1982                                                             | Dakar                                                                  | Senegal                                                                | 1 – 0                                                                  | Niger                                                                  | Qual. Coppa d'Africa 1984                                              | -                                                                      |                                                                        |
| 23-1-1983                                                              | Niamey                                                                 | Niger                                                                  | 2 – 0                                                                  | Senegal                                                                | Qual. Coppa CEDEAO 1983                                                | -                                                                      |                                                                        |
| 1-2-1983                                                               | Dakar                                                                  | Senegal                                                                | 1 – 0                                                                  | Guinea                                                                 | Amichevole                                                             | -                                                                      |                                                                        |
| 6-2-1983                                                               | Dakar                                                                  | Senegal                                                                | 2 – 0 dts (5 - 3 dtr)                                                  | Niger                                                                  | Qual. Coppa CEDEAO 1983                                                | -                                                                      |                                                                        |
| 8-4-1983                                                               | Tripoli                                                                | Libia                                                                  | 2 – 1                                                                  | Senegal                                                                | Qual. Coppa d'Africa 1984                                              | -                                                                      |                                                                        |
| 24-4-1983                                                              | Dakar                                                                  | Senegal                                                                | 1 – 0                                                                  | Libia                                                                  | Qual. Coppa d'Africa 1984                                              | 1                                                                      |                                                                        |
| 29-5-1983                                                              | Dakar                                                                  | Senegal                                                                | 2 – 0                                                                  | Benin                                                                  | Qual. Olimpiadi 1984 - 1º turno                                        | -                                                                      |                                                                        |
| 20-7-1983                                                              | Nouakchott                                                             | Senegal                                                                | 1 – 1                                                                  | Guinea-Bissau                                                          | Coppa Amílcar Cabral 1983 - 1º turno                                   | -                                                                      |                                                                        |
| 23-7-1983                                                              | Nouakchott                                                             | Senegal                                                                | 2 – 1                                                                  | Gambia                                                                 | Coppa Amílcar Cabral 1983 - 1º turno                                   | -                                                                      |                                                                        |
| 24-7-1983                                                              | Nouakchott                                                             | Senegal                                                                | 1 – 1                                                                  | Guinea                                                                 | Coppa Amílcar Cabral 1983 - 1º turno                                   | -                                                                      |                                                                        |
| 27-7-1983                                                              | Nouakchott                                                             | Senegal                                                                | 2 – 1                                                                  | Mali                                                                   | Coppa Amílcar Cabral 1983 - Semifinale                                 | -                                                                      |                                                                        |
| 29-7-1983                                                              | Nouakchott                                                             | Senegal                                                                | 3 – 0                                                                  | Guinea-Bissau                                                          | Coppa Amílcar Cabral 1983 - Finale                                     | -                                                                      |                                                                        |
| 14-8-1983                                                              | Dakar                                                                  | Senegal                                                                | 1 – 1                                                                  | Algeria                                                                | Qual. Coppa d'Africa 1984                                              | -                                                                      |                                                                        |
| 28-8-1983                                                              | Algeri                                                                 | Algeria                                                                | 2 – 0                                                                  | Senegal                                                                | Qual. Coppa d'Africa 1984                                              | -                                                                      |                                                                        |
| 25-9-1983                                                              | Casablanca                                                             | Marocco                                                                | 1 – 0                                                                  | Senegal                                                                | Qual. Olimpiadi 1984 - 2º turno                                        | -                                                                      |                                                                        |
| 9-10-1983                                                              | Dakar                                                                  | Senegal                                                                | 1 – 1                                                                  | Marocco                                                                | Qual. Olimpiadi 1984 - 2º turno                                        | -                                                                      |                                                                        |
| 15-11-1983                                                             | Lagos                                                                  | Nigeria                                                                | 1 – 0                                                                  | Senegal                                                                | Qual. Coppa CEDEAO 1983                                                | -                                                                      |                                                                        |
| 19-11-1983                                                             | Dakar                                                                  | Senegal                                                                | 0 – 1                                                                  | Nigeria                                                                | Qual. Coppa CEDEAO 1983                                                | -                                                                      |                                                                        |
| 15-7-1984                                                              | Dakar                                                                  | Senegal                                                                | 1 – 0 dts (3 - 4 dtr)                                                  | Angola                                                                 | Qual. Mondiali 1986                                                    | -                                                                      |                                                                        |
| 12-2-1985                                                              | Bakau                                                                  | Senegal                                                                | 2 – 0                                                                  | Guinea                                                                 | Coppa Amílcar Cabral 1985 - 1º turno                                   | -                                                                      |                                                                        |
| 14-2-1985                                                              | Bakau                                                                  | Senegal                                                                | 2 – 0                                                                  | Mauritania                                                             | Coppa Amílcar Cabral 1985 - 1º turno                                   | -                                                                      |                                                                        |
| 16-2-1985                                                              | Bakau                                                                  | Senegal                                                                | 2 – 2                                                                  | Mali                                                                   | Coppa Amílcar Cabral 1985 - 1º turno                                   | -                                                                      |                                                                        |
| 19-2-1985                                                              | Bakau                                                                  | Senegal                                                                | 1 – 0                                                                  | Capo Verde                                                             | Coppa Amílcar Cabral 1985 - Semifinale                                 | -                                                                      |                                                                        |
| 21-2-1985                                                              | Bakau                                                                  | Gambia                                                                 | 0 – 1                                                                  | Senegal                                                                | Coppa Amílcar Cabral 1985 - Finale                                     | -                                                                      |                                                                        |
| 14-4-1985                                                              | Dakar                                                                  | Senegal                                                                | 1 – 1                                                                  | Togo                                                                   | Qual. Coppa d'Africa 1986                                              | -                                                                      |                                                                        |
| 18-8-1985                                                              | Harare                                                                 | Zimbabwe                                                               | 1 – 0                                                                  | Senegal                                                                | Qual. Coppa d'Africa 1986                                              | -                                                                      |                                                                        |
| 1-9-1985                                                               | Dakar                                                                  | Senegal                                                                | 3 – 0                                                                  | Zimbabwe                                                               | Qual. Coppa d'Africa 1986                                              | -                                                                      |                                                                        |
| 25-12-1985                                                             | Dakar                                                                  | Senegal                                                                | 3 – 1                                                                  | Guinea                                                                 | Coppa CEDEAO 1985                                                      | -                                                                      |                                                                        |
| 29-12-1985                                                             | Dakar                                                                  | Senegal                                                                | 2 – 0                                                                  | Costa d'Avorio                                                         | Coppa CEDEAO 1985                                                      | 1                                                                      |                                                                        |
| 22-1-1986                                                              | Libreville                                                             | Gabon                                                                  | 0 – 1                                                                  | Senegal                                                                | Amichevole                                                             | -                                                                      |                                                                        |
| 7-3-1986                                                               | Il Cairo                                                               | Senegal                                                                | 1 – 0                                                                  | Egitto                                                                 | Coppa d'Africa 1986 - 1º turno                                         | -                                                                      |                                                                        |
| 10-3-1986                                                              | Il Cairo                                                               | Senegal                                                                | 2 – 0                                                                  | Mozambico                                                              | Coppa d'Africa 1986 - 1º turno                                         | -                                                                      |                                                                        |
| 13-3-1986                                                              | Il Cairo                                                               | Costa d'Avorio                                                         | 1 – 0                                                                  | Senegal                                                                | Coppa d'Africa 1986 - 1º turno                                         | -                                                                      |                                                                        |
| 29-3-1987                                                              | Dakar                                                                  | Senegal                                                                | 4 – 0                                                                  | Guinea                                                                 | Qual. Coppa d'Africa 1988                                              | -                                                                      |                                                                        |
| 5-7-1987                                                               | Dakar                                                                  | Senegal                                                                | 0 – 0                                                                  | Zaire                                                                  | Qual. Coppa d'Africa 1988                                              | -                                                                      |                                                                        |
| 19-7-1987                                                              | Kinshasa                                                               | Zaire                                                                  | 0 – 0 dts (4 - 2 dtr)                                                  | Senegal                                                                | Qual. Coppa d'Africa 1988                                              | -                                                                      |                                                                        |
| 2-8-1987                                                               | Nairobi                                                                | Egitto                                                                 | 1 – 0                                                                  | Senegal                                                                | Giochi panafricani 1987 - 1º turno                                     | -                                                                      |                                                                        |
| 4-8-1987                                                               | Nairobi                                                                | Malawi                                                                 | 2 – 0                                                                  | Senegal                                                                | Giochi panafricani 1987 - 1º turno                                     | -                                                                      |                                                                        |
| 2-7-1989                                                               | Dakar                                                                  | Senegal                                                                | 3 – 0                                                                  | Tunisia                                                                | Qual. Coppa d'Africa 1990                                              | -                                                                      |                                                                        |
| 16-7-1989                                                              | Tunisi                                                                 | Tunisia                                                                | 0 – 1                                                                  | Senegal                                                                | Qual. Coppa d'Africa 1990                                              | -                                                                      |                                                                        |
| 31-12-1989                                                             | Dakar                                                                  | Senegal                                                                | 0 – 0                                                                  | Algeria                                                                | Amichevole                                                             | -                                                                      |                                                                        |
| 9-3-1990                                                               | Annaba                                                                 | Zambia                                                                 | 0 – 0                                                                  | Senegal                                                                | Coppa d'Africa 1990 - 1º turno                                         | -                                                                      | 38’                                                                    |
| 12-3-1990                                                              | Algeri                                                                 | Algeria                                                                | 2 – 1                                                                  | Senegal                                                                | Coppa d'Africa 1990 - Semifinale                                       | -                                                                      |                                                                        |
| 17-12-1990                                                             | Baraki                                                                 | Algeria                                                                | 1 – 0                                                                  | Senegal                                                                | Amichevole                                                             | -                                                                      |                                                                        |
| 17-2-1991                                                              | Dakar                                                                  | Senegal                                                                | 2 – 2 dts (1 - 3 dtr)                                                  | Algeria                                                                | Afrique Foot Tournament 1991 - Finale 3º posto                         | -                                                                      |                                                                        |
| 12-1-1992                                                              | Dakar                                                                  | Nigeria                                                                | 2 – 1                                                                  | Senegal                                                                | Coppa d'Africa 1992 - 1º turno                                         | -                                                                      |                                                                        |
| 16-1-1992                                                              | Dakar                                                                  | Senegal                                                                | 3 – 0                                                                  | Kenya                                                                  | Coppa d'Africa 1992 - 1º turno                                         | -                                                                      |                                                                        |
| 19-1-1992                                                              | Dakar                                                                  | Camerun                                                                | 1 – 0                                                                  | Senegal                                                                | Coppa d'Africa 1992 - Quarti di finale                                 | -                                                                      |                                                                        |
| 25-10-1992                                                             | Matola                                                                 | Mozambico                                                              | 0 – 1                                                                  | Senegal                                                                | Qual. Mondiali 1994                                                    | -                                                                      |                                                                        |
| 19-12-1992                                                             | Libreville                                                             | Gabon                                                                  | 3 – 2                                                                  | Senegal                                                                | Qual. Mondiali 1994                                                    | -                                                                      |                                                                        |
| 27-2-1993                                                              | Dakar                                                                  | Senegal                                                                | 1 – 0                                                                  | Gabon                                                                  | Qual. Mondiali 1994                                                    | -                                                                      |                                                                        |
| 18-4-1993                                                              | Casablanca                                                             | Marocco                                                                | 1 – 0                                                                  | Senegal                                                                | Qual. Mondiali 1994                                                    | -                                                                      |                                                                        |
| 17-7-1993                                                              | Dakar                                                                  | Senegal                                                                | 1 – 3                                                                  | Marocco                                                                | Qual. Mondiali 1994                                                    | -                                                                      | 9’                                                                     |
| 30-7-1995                                                              | Dakar                                                                  | Senegal                                                                | 3 – 0                                                                  | Liberia                                                                | Qual. Coppa d'Africa 1996                                              | -                                                                      |                                                                        |
| Totale                                                                 |                                                                        | Presenze                                                               | 79                                                                     |                                                                        | Reti                                                                   | 4                                                                      |                                                                        |

## Palmarès
- Campionato senegalese: 2

Jeanne d'Arc: 1985, 1986
- Coppa del Senegal: 2

Jeanne d'Arc: 1980, 1984
- Senegal Assemblée Nationale Cup: 1

Jeanne d'Arc: 1986
- Coppa di Francia: 1

Monaco: 1990-1991